# 车匪路霸
车匪路霸是指在公路、铁路路线及站点针对过路司机和乘客实施盗窃抢劫等犯罪行为的犯罪分子。车匪路霸案件在中国大陆从1980年代开始猖獗。至今，仍是公安部严打的对象

## 发展历史
根据1994年湖北省荆州地委政法委官员张钦在《刑侦研究》期刊上发表的文章，1994年以前中国车匪路霸案件的演变大约经历过三个阶段：
| 阶段     | 时间           | 表现 |
| -------- | -------------- | --- |
| 第一阶段 | 1983年严打前后 | 这个阶段为雏型，表现形式为在车站和客车上扒窃，或是利用猜红蓝铅笔、猜扑克牌等形式骗钱和敲诈。还有社会青年在公路沿线对过往车辆丢石头挑衅，侮辱妇女等。 |
| 第二阶段 | 1988年前后     | 中国局部地区出现了现代形式的车匪路霸，侵害目标主要是货车。车匪路霸利用一些公路路况差，货车爬坡缓行等情况，爬车盗搬货物。少数地方公开抢劫司乘人员。   |
| 第三阶段 | 1990年以后     | 车匪路霸的主要犯罪目标转向客车，转向旅客，公然抢劫，最严重为1991年下半年至1993年初。                                                                 |

## 犯罪手段
参见：大巴行车纪录仪纪录的被抢劫过程
- 趁司机离车时盗窃

2003年，柳州市有一批车匪路霸，趁司机停车解手或在服务区休息时偷窃驾驶室上的财物。若司机发现则直接拿刀子威胁，由偷窃转抢劫。
- 从火车外钩取财物

上世纪80年代初期，衡阳铁路治安非常混乱。除了在火车上偷窃外，还有人懂得用钩子从月台钩取旅客的财物，后经衡阳火车站严打行动后才有显著改变。原衡阳铁路分局政治部秘书张治来在铁路部门内部的《治安简报》上，用“火车好坐，衡阳难过”形容整顿前的衡阳铁路治安秩序。
- 直接堵停车辆抢劫

2016年7月13日，一辆货车在经过普洱市澜沧县路段时，被两伙车匪路霸强行堵停，共抢走700元。后货车司机向澜沧县公安局竹塘乡派出所报案，并将货车上行车纪录仪纪录的视频上传至网络，引发社会关注，后7名犯罪嫌疑人被全部抓获归案。
- 扎破车胎诱司机下车

2000年8月至12月，以刑释人员尹小军为首的12人抢劫集团，专门在湖北省枣阳市境内寺沙省道，自制铁扎子扎破货运汽车轮胎，然后上前实施抢劫，并对司乘人员进行殴打，多人被打伤打死。后经公安部门审讯，尹小军抢劫集团共在河南湖北安徽山东4省作案65起，打死打伤113人(死亡9人，重伤29人，3人致为植物人)。
- 石头砸车诱司机下车

自1995年1997年，以刘善义为首的31人车匪路霸团体，在广东湖南湖北等地作案34起。主要手段为：在夜晚隐蔽于道路旁边，扔石头砸向货车，诱司机下车检查。然后再几人一起出来，手持菜刀、铁棒威胁司机，强行搜身、搜车，抢劫财物。
- 故意撞车碰瓷敲诈

2010年前后，湛江207国道有一伙车匪路霸团体，专门开着外地牌照的车，故意加速冲撞车辆，向受害人敲诈高额修车费。事后又将受害人车牌记录在一个本子上，避免下次对同一辆车重复碰撞勒索而引起受害人报警。
- 假扮交警骗司机下车

1994年起，以吴选德为首的五人车匪路霸团体，流窜于湖南湖北河南三地作案八起，杀死九人。1996年4月19日，五人将之前劫杀出租车司机后得来的桑塔纳轿车挂上警灯，一团伙成员装上交警服，堵住一辆从驻马店卷烟厂开出的香烟货车，声称货车司机路上撞了人，要求司机坐警车回肇事现场，将货车司机骗上桑塔纳轿车杀害。1991年1月，五人被湖北襄阳县公安局抓获，同年全部被判死刑。

## 重大案件
参见：中俄国际列车劫案
- 1993年中俄国际列车劫案

1993年5月，先后有4个犯罪团伙进入北京开往莫斯科的K3次国际列车，抢劫、强奸、伤人。此案引起中央关注和批示，被列为当年的全国四大要案之一。公安部成立专案小组进行侦察，共有31人被判处无期以上刑罚(含死刑)。

## 见义勇为现象
- 1993年8月17日，济南军区某团通讯连中士班长徐洪刚从家乡返队，行至四川省筠连县巡司镇铁索桥附近时，有车匪窜上大客车勒索、侮辱妇女，徐洪刚站出来阻止，却遭四名歹徒围攻，被刺了14刀，肠子流出体外50厘米。徐洪刚在受伤的情况下，仍下车追匪，昏倒在地。徐洪刚被江泽民、李鹏等中国领导人接见，成了20世纪90年代的英雄[12]。
- 1993年10月29日，慈利县退伍军人王章财搭乘湘运客车从常德返回慈利，一伙车匪路霸上车向乘客抢劫，王章财上前与车匪路霸搏斗，头部和左手被砍伤9处，因流血过多而昏倒。王章财经医院抢救，缝合45针，脱离生命危险[13]。
- 2008年1月15日，云南农业大学学生杨继斌乘坐云南省昆明市至腾冲县的夜班卧铺客车，当晚袁远银、宋仕清、鄢中奎三人盗窃团体在客车上盗取了乘客黄某的财物。杨继斌协助失主黄某追赶袁远银等三人，杨继斌因此被袁远银用匕首捅刺，经抢救无效死亡。后袁远银被判死刑[14]。

## 治理措施
- 湖北省打死车匪路霸无罪规定

湖北省一半以上的公路位于比较偏僻的山区，由此在公路沿线对来往车辆实施抢劫的现象非常严重。1998年，湖北省发生的车匪路霸案件有800多起，98年以前的同类案件每年都在800起左右。湖北省公安厅、高级人民法院、人民检察院三个机关于1999年9月联合下发了关于严惩车匪、路霸犯罪分子的通告。 其中明确地规定了人民群众若打死正在持械作案的车匪路霸，可以不负刑事责任，还能得到政府的表彰和奖励。 这条规定起到了显著的效果，1999年当年湖北省的车匪路霸案件就下降到了45起。2002年，湖北省没有发生一起重大车匪、路霸案件。但因为车匪路霸犯罪现象的明显减少，也使得一些司机和乘客放松了警惕。2003年，湖北省的车匪路霸案件又开始在一些地方露头。6月1日，湖北交警总队发出通告，重申了群众制服和打死正在持械抢劫作案的车匪路霸不负法律责任，公安机关还将视情况给予1000元至10000元的重奖。

## 相关作品
- 《中俄列车大劫案》

此片由麦当杰导演，吕良伟主演，根据1993年的中俄国际列车劫案真实案件改编。
- 剧情片《车四十四》

此片由伍仕贤导演，龚蓓苾主演，获得第58届威尼斯国际电影节评委会奖。剧情为一辆长途车在公路上遇到两名劫匪抢劫，并强奸了公车女司机的故事。
- 《落叶归根》

剧情里有赵本山饰演的老赵，在搭长途车回乡时，遭遇郭德纲扮演的一伙车匪抢劫的情节。